# Sistema P
Il sistema P è uno dei 38 sistemi di gruppi sanguigni umani, basato sui geni A4GALT e B3GALNT1 sul cromosoma 22.
Gli antigeni P sono antigeni carboidrati che includono P1, P e Pk.
Gli antigeni P1, P, Pk e LKE fungono tutti da recettori per Escherichia coli fimbriato tipo P (causa di infezioni croniche del tratto urinario). L'antigene Pk è un recettore per la sindrome emolitico-uremica associata a Escherichia coli e tossine shiga. È anche un recettore dello Streptococcus suis (batterio zoonotico che può causare meningite). L'antigene P è un recettore per il parvovirus B19 (agente eziologico dell'eritema infettivo, che può causare anemia transitoria o crisi aplastica).
I fenotipi P sono definiti dalla reattività agli anticorpi anti-P1, anti-P, anti-Pk e anti-PP1Pk:
- Fenotipo P1: anti-P1, anti-P e anti-PP1Pk positivi; anti-Pk negativo. Presente nel 95% dei neri e nell'80% dei bianchi.[2]
- Fenotipo P2: anti-P1 e anti-Pk negativi; anti-P e antiPP1Pk positivi. Presente nel 5% dei neri e nel 20% dei bianchi.[2]
- Fenotipo p (assenza di antigeni P): anti-P1, anti-P, anti-PP1Pk e anti-Pk negativi. Raro: questi individui hanno un anti-PP1Pk molto forte che può essere associato a reazioni trasfusionali emolitiche ritardate e malattia emolitica feto-neonatale.[2]